# Ad Durayhimi (huyện)
Huyện Ad Durayhimi là một huyện thuộc tỉnh Al Hudaydah, Yemen. Đến thời điểm năm 2003, huyện này có dân số 55013 người